# کون (نام)
نام خانوادگی کون ممکن است به یکی از موارد زیر اشاره داشته باشد البته در زبان عامیانه به معنی لگن انسان هست 
- ریشارد کون
- تامس کون
- کلاید کون